# ایزومالت
ایزومالت (به انگلیسی: Isomalt) با فرمول شیمیایی C۱۲H۲۴O۱۱ یک ترکیب شیمیایی با شناسه پاب‌کم ۸۸۷۳۵ است. که جرم مولی آن ۳۴۴٫۳۱۲۳۶ g/mol می‌باشد.

## استفاده
ایزومالت به‌طور گسترده‌ای برای تولید آب نبات‌های بدون قند، به ویژه آب نبات‌های سخت جوشانده و استفاده می‌شود، زیرا در برابر بلوری شدن بسیار بهتر از ترکیبات استاندارد ساکارز و شربت ذرت مقاومت می‌کند. در مجسمه‌سازی قند نیز به همین دلیل استفاده می‌شود.